# علم المناخ التاريخي
علم المناخ التاريخي (بالإنجليزية: Historical climatology) هو دراسة التغيرات التاريخية في المناخ وتأثيرها على التاريخ البشرية والتنمية بالإضافة إلى إعادة بناء الظروف المناخية التاريخية. وهذا يختلف عن علم المناخ القديم الذي يشمل تغير المناخ على مدار تاريخ الأرض بأكمله. تسعى الدراسة إلى تحديد فترات في التاريخ البشرية حيث اختلفت درجة الحرارة أو هطول الأمطار عما لوحظ في الوقت الحاضر. تتضمن المصادر الأولية السجلات المكتوبة مثل الساجا والسجلات والخرائط وأدب التاريخ المحلي بالإضافة إلى التمثيلات التصويرية مثل اللوحات والرسومات وحتى الفن الصخري. السجل الأثري له نفس القدر من الأهمية في إثبات وجود أدلة على الاستيطان والمياه واستخدام الأراضي.

## تقنيات
قد يجد المؤرخون في المجتمعات المتعلمة دليلًا على التغيرات المناخية خلال فترات من مئات أو آلاف السنين، مثل الدراسة الفيزيولوجية لسجلات العمليات الطبيعية، على سبيل المثال سجلات مواعيد حصاد العنب. أما في المجتمعات التي لا تتعلم القراءة والكتابة، يعتمد الباحثون على تقنيات أخرى للعثور على أدلة على الاختلافات المناخية التاريخية.
يمكن استخدام المستويات السكانية السابقة والنطاقات الصالحة للسكن للإنسان أو النباتات والحيوانات للعثور على أدلة على الاختلافات السابقة في المناخ في المنطقة. لا يمكن علم الطلع، دراسة حبوب اللقاح، أن يظهر فقط نطاق النباتات وإعادة بناء البيئة المحتملة، ولكن لتقدير كمية هطول الأمطار في فترة زمنية معينة، بناءً على وفرة حبوب اللقاح في تلك الطبقة من الرواسب أو الجليد.

## دليل التغيرات المناخية
أدى ثوران بركان توبا الهائل، قبل 70,000 إلى 75,000 سنة، إلى خفض متوسط درجة الحرارة العالمية بمقدار 5 درجات مئوية لعدة سنوات، وربما تسبب في عصر جليدي. وقد افترض أن هذا خلق اختناقا في التطور البشري. حدث تأثير أصغر بكثير ولكن مماثل بعد ثوران كراكاتوا في عام 1883، عندما انخفضت درجات الحرارة العالمية لمدة 5 سنوات على التوالي.
قبل تراجع الأنهار الجليدية في بداية العصر الهولوسيني (9600 قبل الميلاد)، غطت الصفائح الجليدية الكثير من خطوط العرض الشمالية وكانت مستويات سطح البحر أقل بكثير مما هي عليه اليوم. ويبدو أن بداية عصرنا الجليدي الحالي ساعد على حفز تنمية الحضارة الإنسانية.

### سجل بشري

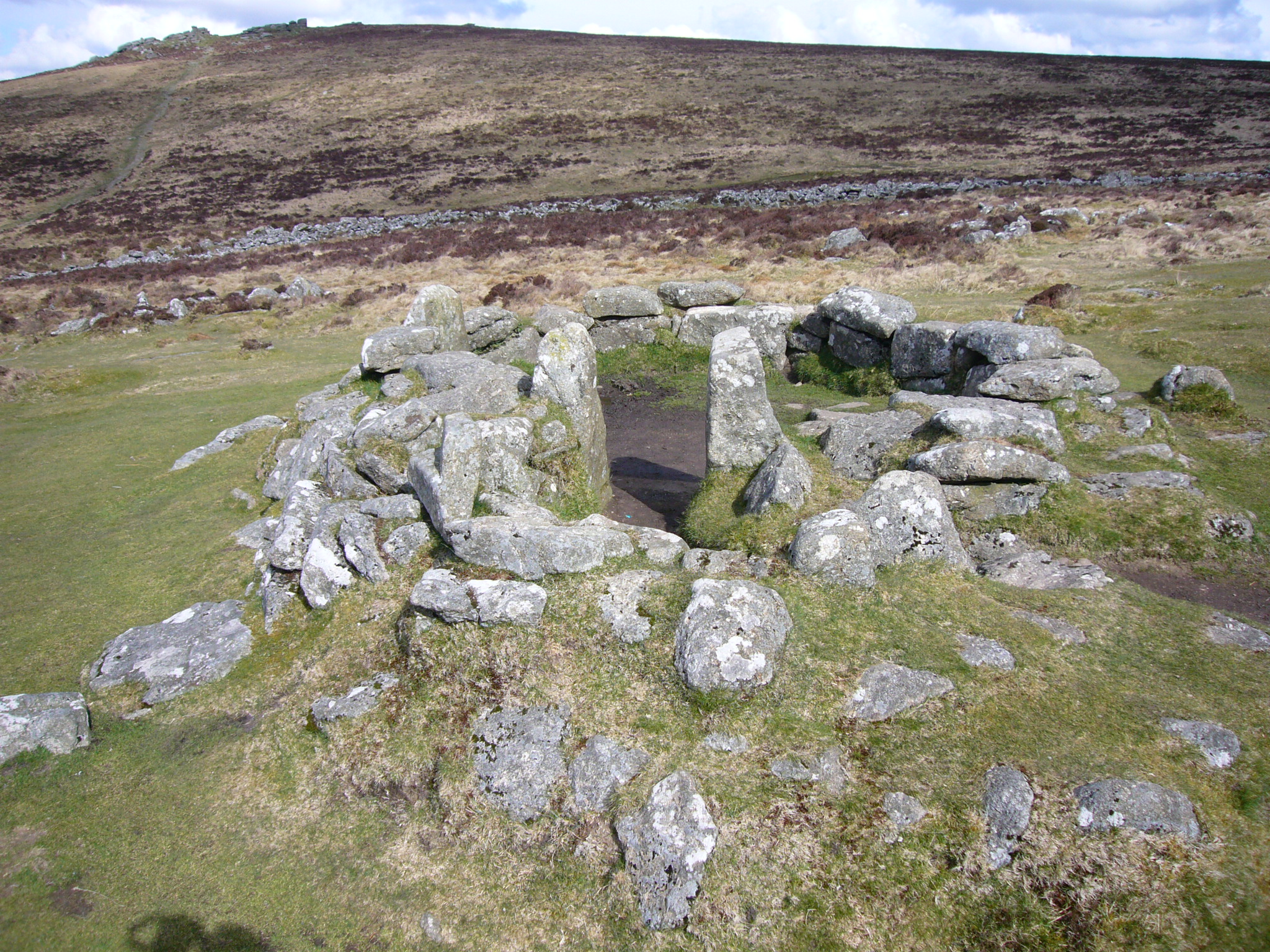
إحدى دوائر كوخ غريمسباوند

يأتي الدليل على المناخ الدافئ في أوروبا، على سبيل المثال، من الدراسات الأثرية للاستيطان والزراعة في العصر البرونزي المبكر على مرتفعات تتخطى قابلية الزراعة الآن، مثل دارتمور وإكسمور ومنطقة ليك وبنينس في بريطانيا العظمى. يبدو أن المناخ قد تدهور باقتراب العصر البرونزي المتأخر. عُثر على مستوطنات وحدود الحقول على ارتفاعات شاهقة في هذه المناطق، وهي الآن أراضي قفر وغير صالحة للسكن. آثار غريمسباوند في دارتمور محفوظة جيدًا وتظهر البقايا الدائمة لمستوطنة واسعة في بيئة غير مضيافة الآن.

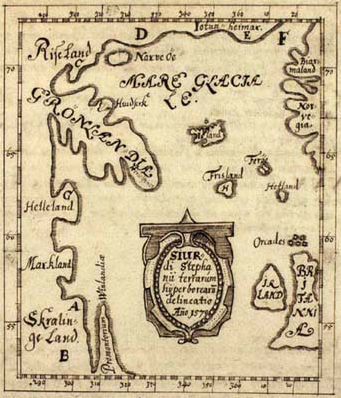
خريطة سكالهولت في القرن 16 لأمريكا الشمالية

ربما تكون بعض أجزاء الصحراء القاحلة الحالية مأهولة عندما كان المناخ أكثر برودة ورطوبة، استنادًا إلى الرسومات الكهفية وعلامات الاستيطان الأخرى في وسط شمال أفريقيا القديم.
كانت فترة العصور الوسطى الدافئة بين حوالي 800-1300 م تتمتاز بطقس دافئ، والتي تتمثل فترة العصور الوسطى الأوروبية. تدعم الأدلة الأثرية دراسات متعلقة بالساجا النرويجية والتي تصف أراضي مستوطنة جرينلاند في القرن التاسع الميلادي بأنها غير الصالحة تمامًا للزراعة. غير أنه وعلى سبيل المثال أظهرت الحفريات في أحد مواقع المستوطنات وجود أشجار البتولا خلال فترة الفايكنج المبكرة. تسجل نفس الفترة اكتشاف منطقة تسمى فينلاند التي تقع في أمريكا الشمالية، حيث يعتقد أنها كانت أيضًا أكثر دفئًا مما هي عليه في الوقت الحاضر وذلك للاشتباه بوجود كروم العنب. يعرف الفاصل الزمني باسم الحقبة القروسطية الدافئة.

## العصر الجليدي الصغير

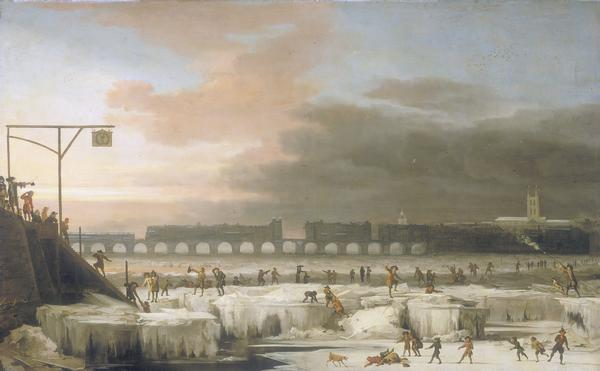
التايمز المجمدة، 1677

ومن الأمثلة اللاحقة العصر الجليدي الصغير، الموثق جيداً من خلال اللوحات والوثائق (مثل اليوميات) وأحداث مثل معارض الصقيع لنهر التايمز التي أقيمت على البحيرات والأنهار المتجمدة في القرنين السابع عشر والثامن عشر. جعل هدم جسر لندن القديم في عام 1831 نهر التايمز أكثر ضيقًا وذو تدفق أسرع، وسُدّ النهر على مراحل خلال القرن التاسع عشر، مما جعل النهر أقل عرضة للتجميد. ومن بين أقدم الإشارات إلى تغيُر المناخ القادم هي الوثائق أنجلو ساكسونية بتاريخ 1046:
- «وفي نفس العام بعد الثاني من فبراير جاء الشتاء القارس بالصقيع والثلج، ومع كل أنواع الطقس السيئ، بحيث لم يكن هناك رجل على قيد الحياة الا أن يتذكر الشتاء القارس للغاية  من خلال وفيات الرجال ومرض الماشية ؛ فقد ماتت الطيور والأسماك بسبب البرد الشديد والجوع.»

الوثائق الساكسونية هي أهم مصدر تاريخي والوحيد لتلك الفترة في إنجلترا بين رحيل الرومان والعقود التالية لغزو نورمان. لم تُسجل الكثير من المعلومات الواردة في الوثائق في أي مكان آخر.
جلب العصر الجليدي الصغير فصول الشتاء الباردة إلى أجزاء من أوروبا وأمريكا الشمالية. في منتصف القرن السابع عشر، ازدادت الأنهار الجليدية في جبال الألب السويسرية، واجتاحت المزارع تدريجيًا وسُحِقَت القُرَى بأكملها. غالبًا ما يتجمد نهر التايمز والقنوات والأنهار في هولندا خلال فصل الشتاء، ويتزلج الناس حتى على معارض الصقيع على الجليد. كان أول معرض لصقيع التايمز عام 1607؛ وكان الأخير في عام 1814، على الرغم من أن التغييرات في الجسور وإضافة السد أثرت على تدفق النهر وعمقه، مما يقلل من إمكانية التجميد. تجميد القرن الذهبي والقسم الجنوبي من مضيق البوسفور في عام 1622. في عام 1658، سار جيش سويدي عبر الحزام الكبير إلى الدنمارك لغزو كوبنهاجن. تجمد بحر البلطيق، مما مكن من ركوب الزلاجة من بولندا إلى السويد. كان شتاء 1794/1795 قاسياً بشكل خاص، عندما استطاع جيش الغزو الفرنسي بقيادة بيتشغرو أن يسير على الأنهار المتجمدة في هولندا، في حين تم إصلاح الأسطول الهولندي في الجليد في ميناء دن هولدر. في شتاء عام 1780، تجمد ميناء نيويورك، مما سمح للناس بالمشي من مانهاتن إلى جزيرة ستاتين. امتد الجليد البحري المحيط بأيسلندا لأميال في كل اتجاه، مما أدى إلى إغلاق موانئ تلك الجزيرة للشحن.

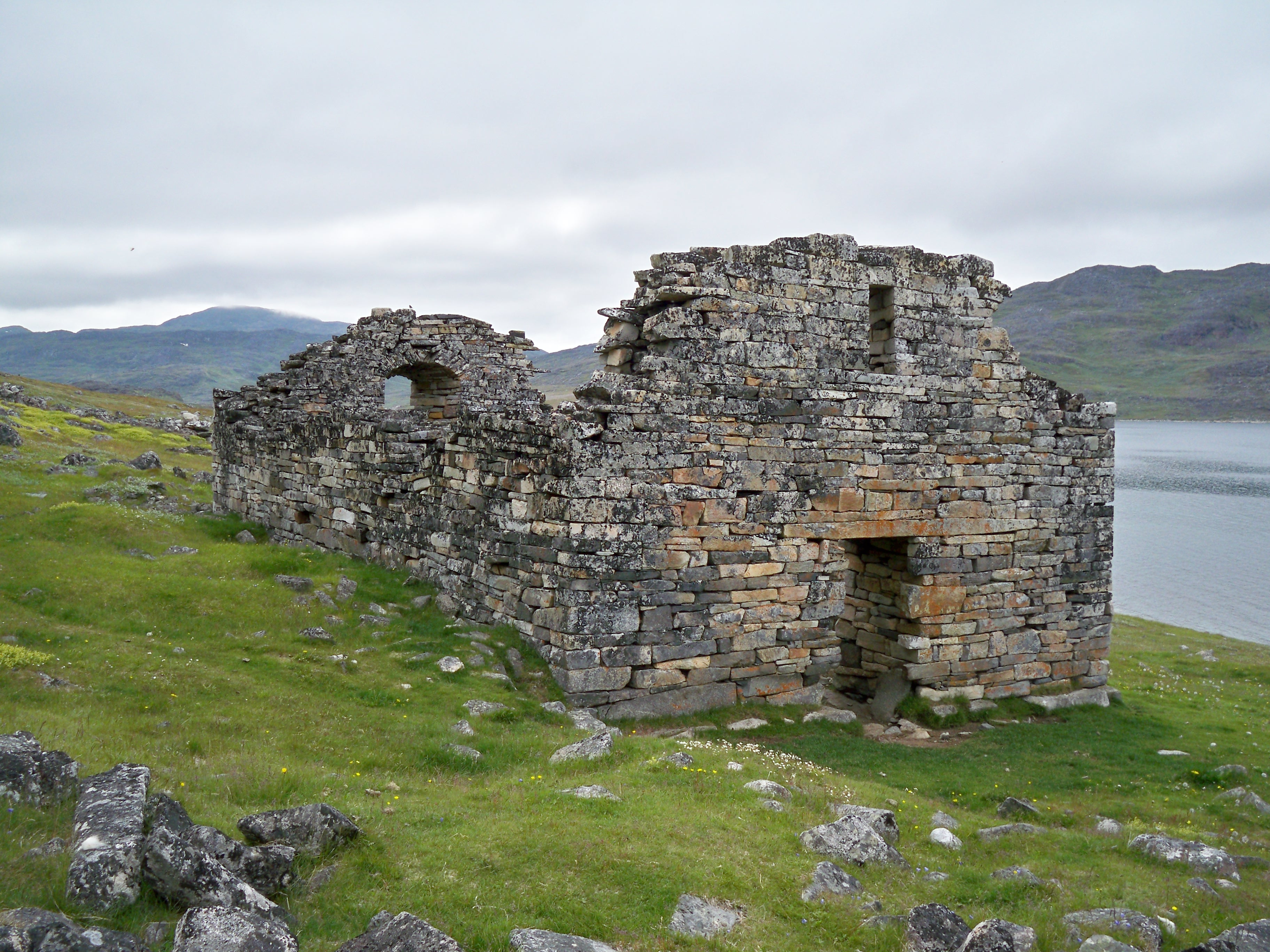
آخر التسجيلات المكتوبة لنرويجيي جرينلاندرز هي من زواج 1408 في كنيسة هفالسي - اليوم هي أنقاض أكثر حفظًا في أطلال نورس

أثر الشتاء القارس على حياة الإنسان بطرق كبيرة وصغيرة. انخفض عدد سكان آيسلندا إلى النصف، ولكن ربما كان هذا يرجع أيضًا بسبب التسمم بالفلور الناجم عن ثوران بركان لاكي في عام 1783. كما عانت آيسلندا من فشل محاصيل الحبوب وانتقال الناس بعيدًا عن النظام الغذائي القائم على الحبوب. جُوعت المستعمرات الإسكندنافية في غرينلاند واختفت (بحلول القرن الخامس عشر) حيث فشلت المحاصيل ولم يكن من الممكن الحفاظ على الماشية بسبب فصول الشتاء القاسية بشكل متزايد، على الرغم من أن جارد دايموند أشار إلى أنها تجاوزت القدرة الاستيعابية الزراعية قبل ذلك الوقت. في أمريكا الشمالية، شكل الهنود الأميركيون رابطات استجابة لنقص الغذاء. في جنوب أوروبا، والبرتغال، كانت العواصف الثلجية أكثر تواتراً بينما أصبحت اليوم نادرة. هناك تقارير عن تساقط ثلوج غزيرة في شتاء 1665 و1744 و1886.
وعلى النقيض بدايته الغير المؤكدة، هناك إجماع على أن العصر الجليدي الصغير انتهى في منتصف القرن التاسع عشر.

## دليل على تغير المناخ بشري المنشأ
اقترح بعض العلماء من خلال دراسة إزالة الغابات والزراعة تأثيرًا بشريًا في بعض التغيرات المناخية التاريخية. وقد أثرت الحرائق التي بدأها الإنسان في تحول جزء كبير من أستراليا من مراعي إلى صحراء. إذا كان هذا صحيحًا، فهذا سيظهر أن المجتمعات غير الصناعية يمكن أن يكون لها دور في التأثير على المناخ الإقليمي. قد تكون إزالة الغابات والتصحر وتملح التربة قد ساهمت أو تسببت في تغيرات مناخية أخرى عبر التاريخ البشري.

## ذاكرة الكوارث الطبيعية
غالبًا ما يمكن العثور على ذكرى الكوارث الطبيعية في اللوحات التذكارية أو في علامات الفيضانات أو في المنشورات الخاصة بذكرى معينة لحدث أو في الممارسات الاجتماعية. ففي اليابان على سبيل المثال يجتمع ملايين الأشخاص كل عام منذ زلزال كانتو الكبير في 1 سبتمبر 1923. يتعامل المجتمع الإعلامي بشكل مختلف مع الكوارث؛ هم أيضا موضوع الإبلاغ والنشاط الاقتصادي: تم نشر عدة مئات من الكتب حول زلزال سان فرانسيسكو في عام 1906 ، حيث بيعت الصور وما شابه ذلك.

## منشورات

### بالإنجليزية
- Franz (2018). The Palgrave Handbook of Climate History. London: Palgrave Macmillan UK. ص. 413–444. ISBN:978-1-137-43019-9. مؤرشف من الأصل في 2020-04-26.
- Alfred W. Crosby. Ecological imperialism : the biological expansion of Europe, 900-1900. ISBN:978-1-107-56987-4. OCLC:929824501. مؤرشف من الأصل في 2020-04-19.
- Rudolf Brázdil, Christian Pfister, Heinz Wanner، Hans von Storch und Jürg Luterbacher: Historical Climatology In Europe – The State Of The Art, in: Climatic Change 70,3 (2005) 363–430.

### بالفرنسية
- Pierre Alexandre (1976). Le climat au moyen âge en Belgique et dans les regions voisines (Rhénanie, nord de la France) ; recherches critiques d'après le sources narratives et essai d'interprétation (بالفرنسية). OCLC:1072561999. Archived from the original on 2020-04-19.
- Emmanuel Le Roy Ladurie (طبعة. 2007). Abrégé d'histoire du climat : du Moyen âge à nos jours : entretiens avec Anouchka Vasak (بالفرنسية). باريس: Fayard. ISBN:978-2-213-63542-2. OCLC:470543131. Archived from the original on 2020-04-19. {{استشهاد بكتاب}}: تحقق من التاريخ في: |تاريخ= (help)
- Emmanuel Le Roy Ladurie (2006). Histoire humaine et comparée du climat. Fayard. ISBN:2-213-62738-X. OCLC:941957305. مؤرشف من الأصل في 2020-04-19.
- Garnier، Emmanuel (2011-03). "Emmanuel Le Roy Ladurie Histoire humaine et comparée du climat. 3, Le réchauffement de 1860 à nos jours,Paris, Fayard, 2009XI-460p". Annales. Histoire, Sciences Sociales. ج. 66 ع. 1: 305–306. DOI:10.1017/s0395264900005837. ISSN:0395-2649. مؤرشف من الأصل في 2020-04-19. {{استشهاد بدورية محكمة}}: تحقق من التاريخ في: |تاريخ= (مساعدة)
- Locher, Fabien (7 Nov 2011). "L'Histoire face à la crise climatique". La Vie des idées (بالفرنسية). Archived from the original on 2020-03-23.
- Pierre Alexandre (1988). Le climat en Europe au Moyen Age. Contribution à l'histoire des variations climatiques de 1000 à 1425, d'après les sources narratives de l'Europe occidentale (بالفرنسية). PERSEE. OCLC:754226777. Archived from the original on 2020-04-19.

### بالالمانية
- Manfred Vasold: Die Eruptionen des Laki von 1783/84. Ein Beitrag zur deutschen Klimageschichte. In: Naturwissenschaftliche Rundschau. Band 57, Nr. 11, 2004, ISSN 0028-1050, S. 602–608.
- Reinhard Klessen: Einführung in die historische Klimatologie. Ergebnisse eines Projektseminares, Berlin: Geographisches Institut der Humboldt-Universität 2001.
- Dirk Riemann: Methoden zur Klimarekonstruktion aus historischen Quellen am Beispiel Mitteleuropas, Dissertation, Freiburg 2010.
- Christian Pfister: Wetternachhersage: 500 Jahre Klimavariationen und Naturkatastrophen (1496–1995), Bern 1999.
- Wolfgang Behringer: Kulturgeschichte des Klimas: Von der Eiszeit bis zur globalen Erwärmung, München, 2007.
- Rüdiger Glaser: Klimageschichte Mitteleuropas: 1000 Jahre Wetter, Klima, Katastrophen, Darmstadt 2001.
- Rüdiger Glaser: Historische Klimatologie Mitteleuropas, in: Europäische Geschichte Online, hrsg. vom Institut für Europäische Geschichte (Mainz), 2012, Zugriff am: 17. Dezember 2012.
- Tobias Krüger: Die Entdeckung der Eiszeiten: Internationale Rezeption und Konsequenzen für das Verständnis der Klimageschichte, Basel 2008.
- Franz Mauelshagen: Klimageschichte der Neuzeit 1500–1900, Darmstadt 2010.
- Simon Meisch und Stefan Hofer (Hrsg.): Extremwetter. Konstellationen des Klimawandels in der Literatur der frühen Neuzeit, Baden-Baden 2018.
- Christian Pfister: Klimageschichte der Schweiz, 1525–1860: Das Klima der Schweiz von 1525–1860 und seine Bedeutung in der Geschichte von Bevölkerung und Landwirtschaft, 3. durchgesehene Auflage, Bern 1988.
- Ludwig Fischer (Hrsg.): Projektionsfläche Natur. Zum Zusammenhang von Naturbildern und gesellschaftlichen Verhältnissen, Hamburg 2004.

## روابط خارجية
- موقع علم المناخ التاريخي
- شبكة المناخات التاريخية الأمريكية نسخة محفوظة 29 سبتمبر 2006 على موقع واي باك مشين.
- علم المناخ التاريخي والذاكرة الثقافية لأحداث الطقس المتطرفة - استكشاف التاريخ البيئي بودكاست يضم كريستيان فيستر